# X 76500
Х 76500 — французский современный дизель-поезд. Производился канадской компанией Bombardier в 2004-2010 году. Всего было построено 163 состава, которые эксплуатируются во всей континентальной Франции. По состоянию на 12 июля 2011 в эксплуатации находятся все произведённые поезда.
Поезд имеет 2 уровня и предназначается для эксплуатции на наиболее загруженных участках.